# Planck-enheder
I partikelfysik og fysisk kosmologi er Planck-enheder et system af måleenheder, der defineres ud fra fire universelle fysiske konstanter, sådan at disse fysiske konstanter antager den numeriske værdi 1, når de udtrykkes som Plank-enheder. Disse enheder, der oprindeligt blev foreslået i 1899 af den tyske fysiker Max Planck, er naturlige enheder, da de defineres ud fra naturens egenskaber, eller retterer egenskaberne ved det frie rum, frem for ved valg af prototypeobjekter. De er relevante i forskning om forenede teorier så som kvantetyngdekraften.
Udtrykket Planck-skalaen refererer til værdier af rum, tid, energi og andre fysiske størrelser, i samme størrelsesorden som de tilsvarende Planck-enheder. Dette område kan være karakteriseret af energier på omkring 1019 GeV, tidsintervaller på omkring 10-43 s og længder på omkring 10-35 m (tilnærmelsesvist svarende til henholdsvis energiækvivalenten af Planck-massen, Planck-tiden og Planck-længden). På Planck-skalaen forventes forudsigelserne af standardmodellen, kvantefeltteorien og den generelle relativitetsteori ikke at gælde, og tyngdekraftens kvanteeffekter forventes at dominere. Det mest velkendte eksempel er forholdene i de første 10-43 sekunder af vores univers efter Big Bang for cirka 13,8 milliarder år siden.
De fire universelle konstanter, der er defineret til at have en numerisk værdi på 1, når de udtrykkes som Plank-enheder, er:
- lysets hastighed i vakuum, c,
- gravitationskonstanten, G,
- den reducerede Planck-konstant, ħ,
- Boltzmanns konstant, kB.

Planck-enheder har ikke en elektromagnetisk dimension. Nogle vælger at udvide systemet til at inkorporere elektromagnetisme, ved eksempelvis at tilføje enten vakuumpermittiviteten ε0 eller 4πε0 til denne liste. Tilsvarende vælger nogle at bruge varianter af systemet, der giver andre numeriske værdier til én eller flere af de fire konstanter ovenfor.